# Championnat d'Angleterre de football de deuxième division 1904-1905
Navigation
Édition précédente Édition suivante
La saison 1904-1905 est la treizième saison du championnat d'Angleterre de football de deuxième division. Les deux premiers du championnat obtiennent une place en première division, les trois derniers sont relégués uniquement s'ils n'obtiennent pas assez de voix dans la procédure de réélection.
Liverpool FC remporte la compétition et se voit promu en première division accompagné du vice-champion, Bolton Wanderers. Parmi les trois derniers, seul Doncaster Rovers n'obtient pas assez de voix pour rester en deuxième division. Le meilleur buteur est Samuel Marsh avec 26 buts pour Bolton Wanderers.

## Compétition
La victoire est à deux points, un match nul vaut un point.

### Classement
| Rang | Équipe                 | Pts | J  | G  | N  | P  | Bp | Bc | Diff |
| ---- | ---------------------- | --- | -- | -- | -- | -- | -- | -- | ---- |
| 1    | Liverpool FC R         | 58  | 34 | 27 | 4  | 3  | 93 | 25 | +68  |
| 2    | Bolton Wanderers       | 56  | 34 | 27 | 2  | 5  | 87 | 32 | +55  |
| 3    | Manchester United      | 53  | 34 | 24 | 5  | 5  | 81 | 30 | +51  |
| 4    | Bristol City           | 42  | 34 | 19 | 4  | 11 | 66 | 45 | +21  |
| 5    | Chesterfield FC        | 39  | 34 | 14 | 11 | 9  | 44 | 35 | +9   |
| 6    | Gainsborough Trinity   | 36  | 34 | 14 | 8  | 12 | 61 | 58 | +3   |
| 7    | Barnsley FC            | 33  | 34 | 14 | 5  | 15 | 38 | 56 | -18  |
| 8    | Bradford City          | 32  | 34 | 12 | 8  | 14 | 45 | 49 | -4   |
| 9    | Lincoln City           | 31  | 34 | 12 | 7  | 15 | 42 | 41 | +1   |
| 10   | West Bromwich Albion R | 30  | 34 | 13 | 4  | 17 | 57 | 48 | +9   |
| 11   | Burnley FC             | 30  | 34 | 12 | 6  | 16 | 43 | 52 | -9   |
| 12   | Glossop FC             | 30  | 34 | 10 | 10 | 14 | 37 | 46 | -9   |
| 13   | Grimsby Town           | 30  | 34 | 11 | 8  | 15 | 33 | 46 | -13  |
| 14   | Leicester Fosse        | 29  | 34 | 11 | 7  | 16 | 40 | 55 | -15  |
| 15   | Blackpool FC           | 28  | 34 | 9  | 10 | 15 | 36 | 48 | -12  |
| 16   | Burslem Port Vale      | 27  | 34 | 10 | 7  | 17 | 47 | 72 | -25  |
| 17   | Burton United          | 20  | 34 | 8  | 4  | 22 | 30 | 84 | -54  |
| 18   | Doncaster Rovers P     | 8   | 34 | 3  | 2  | 29 | 23 | 81 | -58  |

|  | Vainqueur de la deuxième division et promotion en First Division |
|  | Promotion en First Division                                      |
|  | Réélection                                                       |
|  | Relégué                                                          |

- Parmi les trois derniers, seul Doncaster Rovers n'obtient pas assez de voix et sera relégué en troisième division.